# Махдия (город)
Махди́я (араб. المهدية‎) — город-курорт в Тунисе, административный центр одноимённого вилайета, центр 410-тысячной собственной агломерации и третий центр 1,5-миллионной полицентрической конурбации Сус—Монастир—Махдия.

## Общие сведения
Махдия — самый южный (не считая острова Джерба) из курортов Туниса на побережье Средиземного моря. Расположен в 45 км южнее города Монастир, на небольшом мысе Африк, вдающемся в море.
В Махдии проживает около 80 000 жителей (2014), 98 % из которых — арабы, остальные — берберы (коренные жители Северной Африки) и европейцы.
Визитной карточкой Махдии являются пляжи с белым песком и мыс Африк.

## Климат
Климат в Махдии тёплый, но без резких колебаний температуры и сильных ветров в течение всего весенне-летнего периода. Средняя температура воздуха с мая по сентябрь составляет 25-30 С, ночью может опускаться на 5-7С, вода 23С. В более прохладный сезон — октябрь, ноябрь и апрель — воздух прогревается до 18-20 С, вода до 15 С. Самыми холодными месяцами являются декабрь, январь и февраль, воздух — до 15 С, вода — до 12 С, возможны осадки.
| Показатель                                                                        | Янв. | Фев. | Март | Апр. | Май | Июнь | Июль | Авг. | Сен. | Окт. | Нояб. | Дек. | Год  |
| --------------------------------------------------------------------------------- | ---- | ---- | ---- | ---- | --- | ---- | ---- | ---- | ---- | ---- | ----- | ---- | ---- |
| Средний суточный максимум, °C                                                     | 16   | 17   | 19   | 22   | 24  | 30   | 32   | 32   | 30   | 26   | 21    | 17   | 23,8 |
| Средняя температура, °C                                                           | 11,5 | 12,5 | 14   | 16,5 | 19  | 24   | 26   | 26,5 | 25   | 21   | 16,5  | 12,5 | 18,8 |
| Средний суточный минимум, °C                                                      | 7    | 8    | 9    | 11   | 14  | 18   | 20   | 21   | 20   | 16   | 12    | 8    | 13,7 |
| Норма осадков, мм                                                                 | 13   | 9    | 9    | 7    | 5   | 3    | 1    | 2    | 5    | 8    | 10    | 13   | 7    |
| Источник: http://www.holidaycheck.ru/climate-погода_Махдия-ebene_oid-id_6711.html |      |      |      |      |     |      |      |      |      |      |       |      |      |

## История
В VIII веке до нашей эры здесь возникла колония финикийцев, которая постепенно превратилась в крупный торговый город, который существовал многие столетия, пережив периоды расцвета и упадка. В римский период здесь находился важный торговый порт, в городе размещался крупный римский гарнизон.
Своим названием город обязан халифу Убайдаллаху — родоначальнику шиитской исмаилитской династии Фатимидов. Он был объявлен Махди, то есть «Спасителем», призванным восстановить на земле правду и справедливость. Убайдаллах основал здесь в 916 году столицу образованного им халифата. В 1087 году осаждался морским флотом Пизанской республики, а в 1390 году — крестоносцами из Франции и Генуи.
Впоследствии Махдия стал оплотом пиратов, которых привлекало как географическое положение города, так и его оборонительные сооружения со стенами десятиметровой толщины. В XVI веке испанцы, желая лишить пиратов возможности укрываться в Махдии, разрушили знаменитые стены. Единственное, что от них осталось, — это величественные городские ворота Скифа эль-Кахла (Темные ворота).

## Современность
Махдия стала развиваться несколько позже таких тунисских курортов как соседние Сус и Монастир. Сейчас в туристической зоне, расположенной на севере Махдии работает более дюжины отелей, и туристическая инфраструктура здесь бурно развивается. Все эти особенности определили специфику и специализацию курорта.
Основу экономики города составляет туризм и рыболовство. Ежедневно здесь проходят знаменитые рыбные базары, где можно приобрести свежую рыбу. Есть также индустриальная зона.
Город обслуживает расположенный неподалёку крупный международный аэропорт Монастир-Бургиба, связанный со многими городами Европы и России. Махдия связана с другими городами страны автотрассами, междугородными автобусами и красно-полосатыми междугородными маршрутными такси (т. н. луажами). В городе заканчивается электричка агломерации Сус—Монастир—Махдия Sahel Metro, проходящая также через аэропорт Монастир-Бургиба. Городской транспорт представлен автобусами, сине-полосатыми маршрутными такси-луажами и такси.

## Достопримечательности
- Большая мечеть, построенная Убайдаллахом,
- Крепость Бордж-эль-Кебир, построенная в XVI веке турками почти на самом краю мыса. В десять метров толщиной стены с тремя угловыми бастионами превращают её в мощный военный объект.
- Ворота Скифа-эль-Кала — уникальные крепостные ворота в виде вытянутого извилистого 21-метрового коридора, ведут на Каирскую площадь, где можно купить неплохие сувениры.
- Средневековая башня Борж эр-Рас на мысе Африк украшает изображение льва и надпись. В бывшей мечети Сфар находится музей шелкоткачества.
- Медина.
- Набережная-променад и марина-порт с прогулочными кораблями.

## Города-побратимы
- Мадзара-дель-Валло, Италия

## Галерея

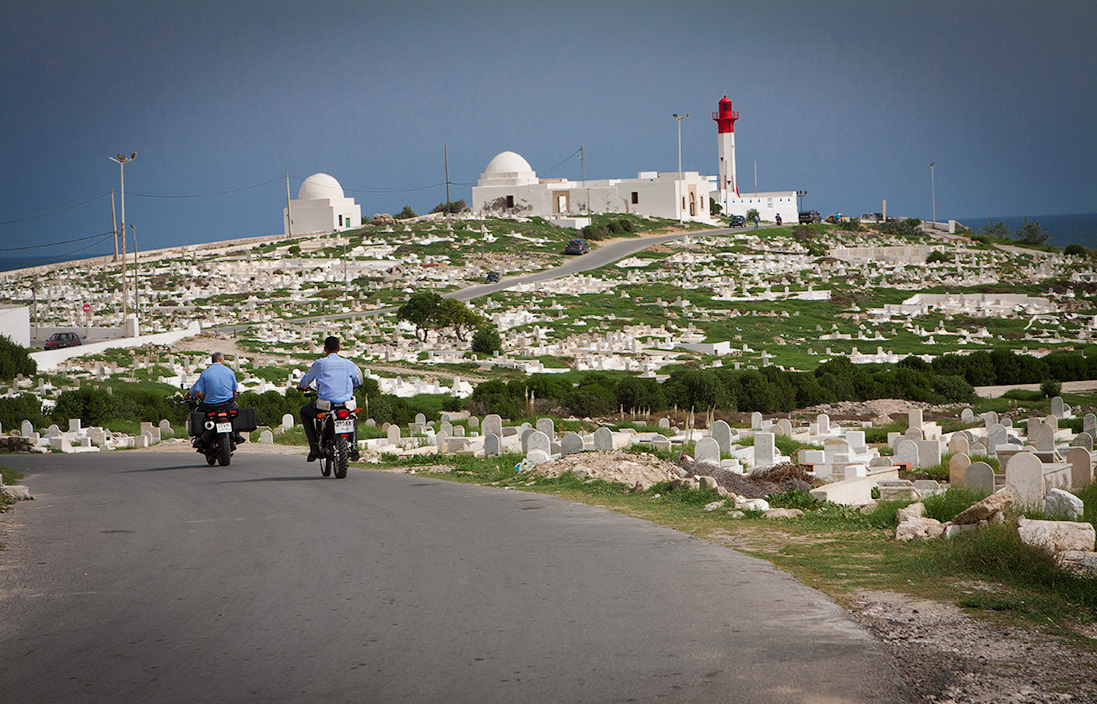
Пуническое кладбище
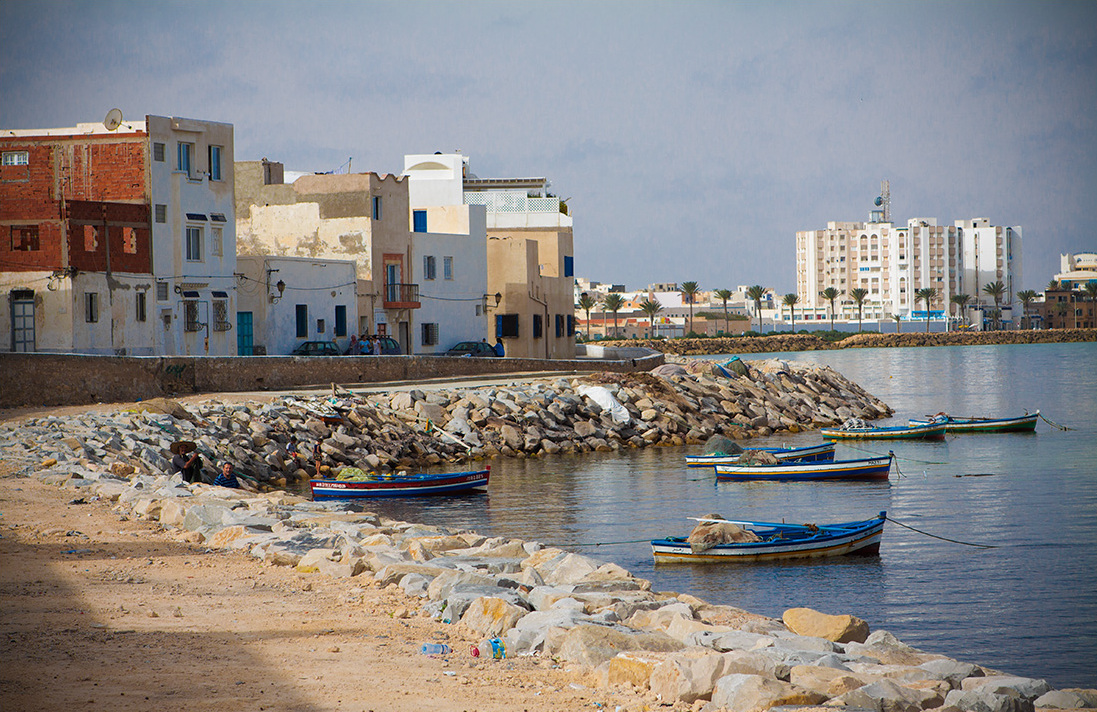
Побережье
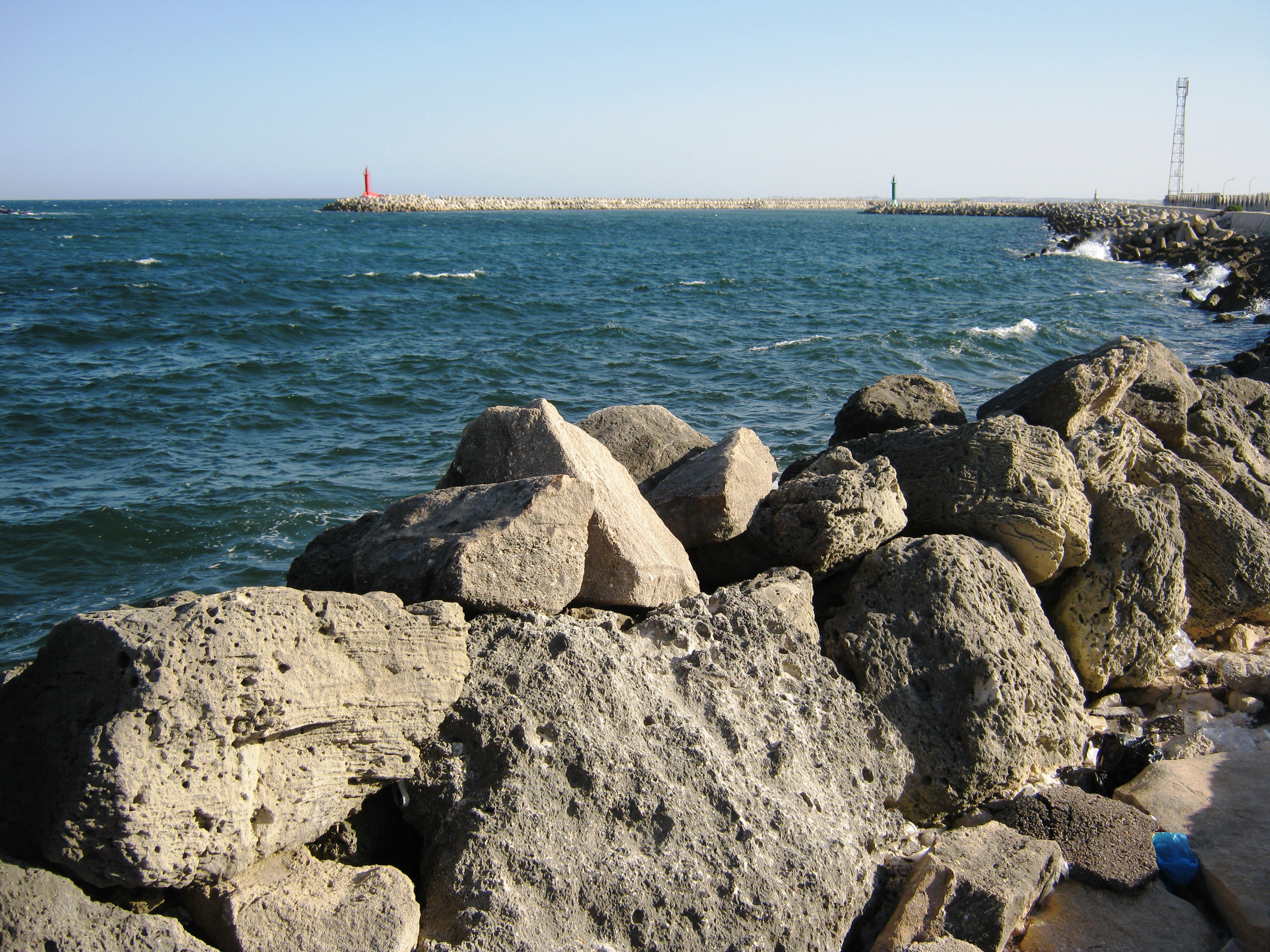
Берегоукрепления близ порта
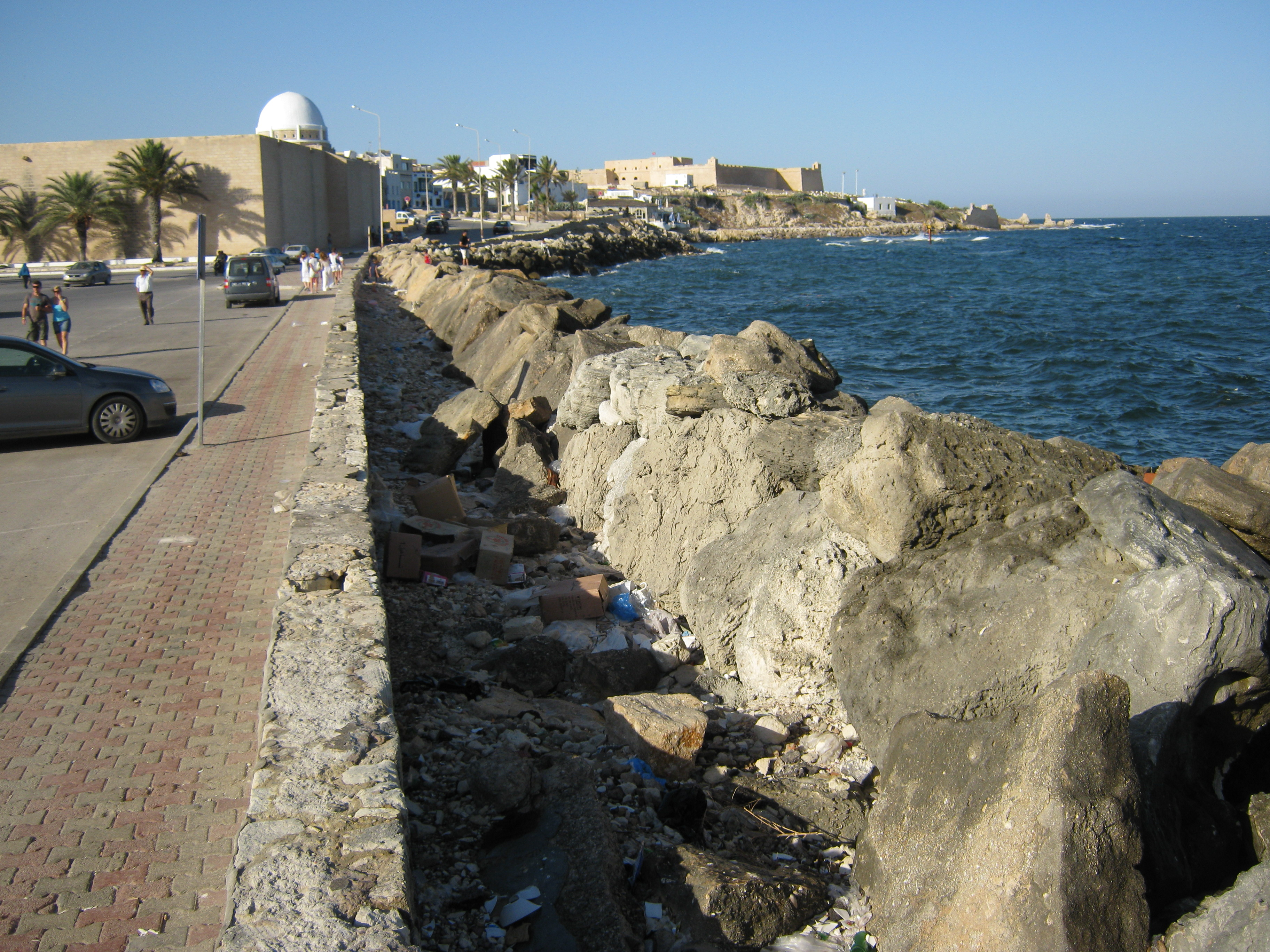
Берегоукрепления вдоль Борж-Охмани
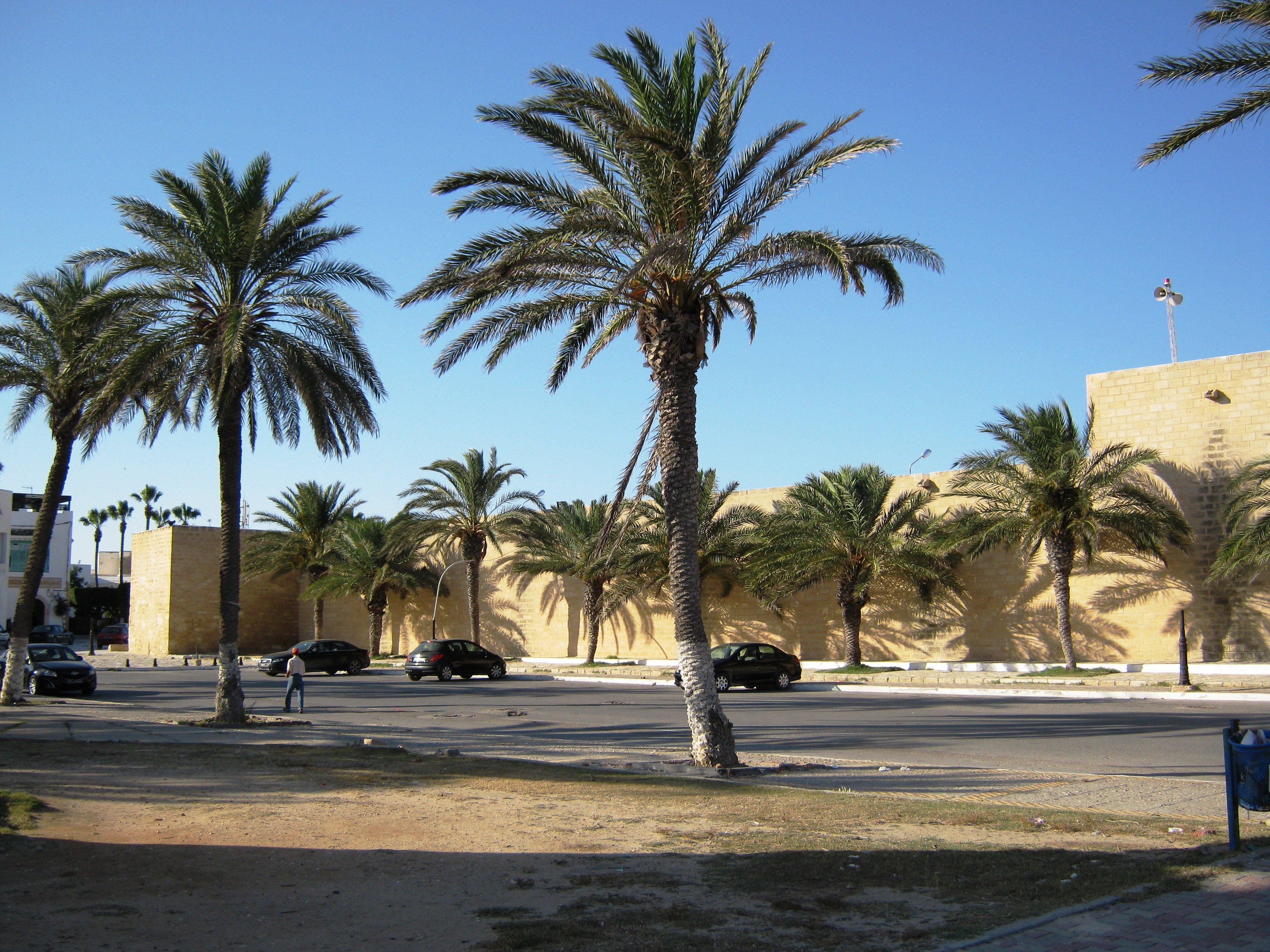
Великая мечеть Фатимидов
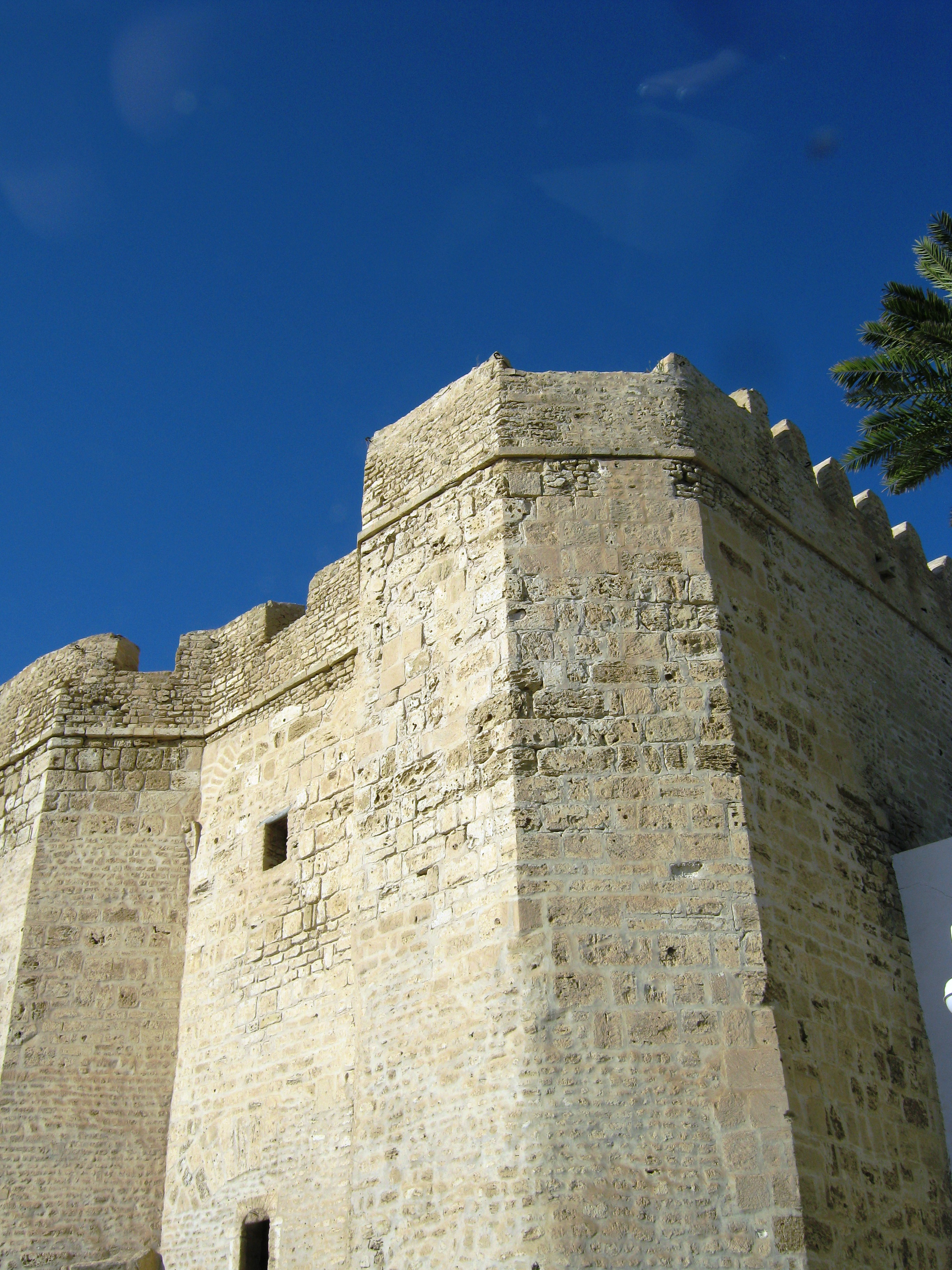
Стены Великой мечети Фатимидов
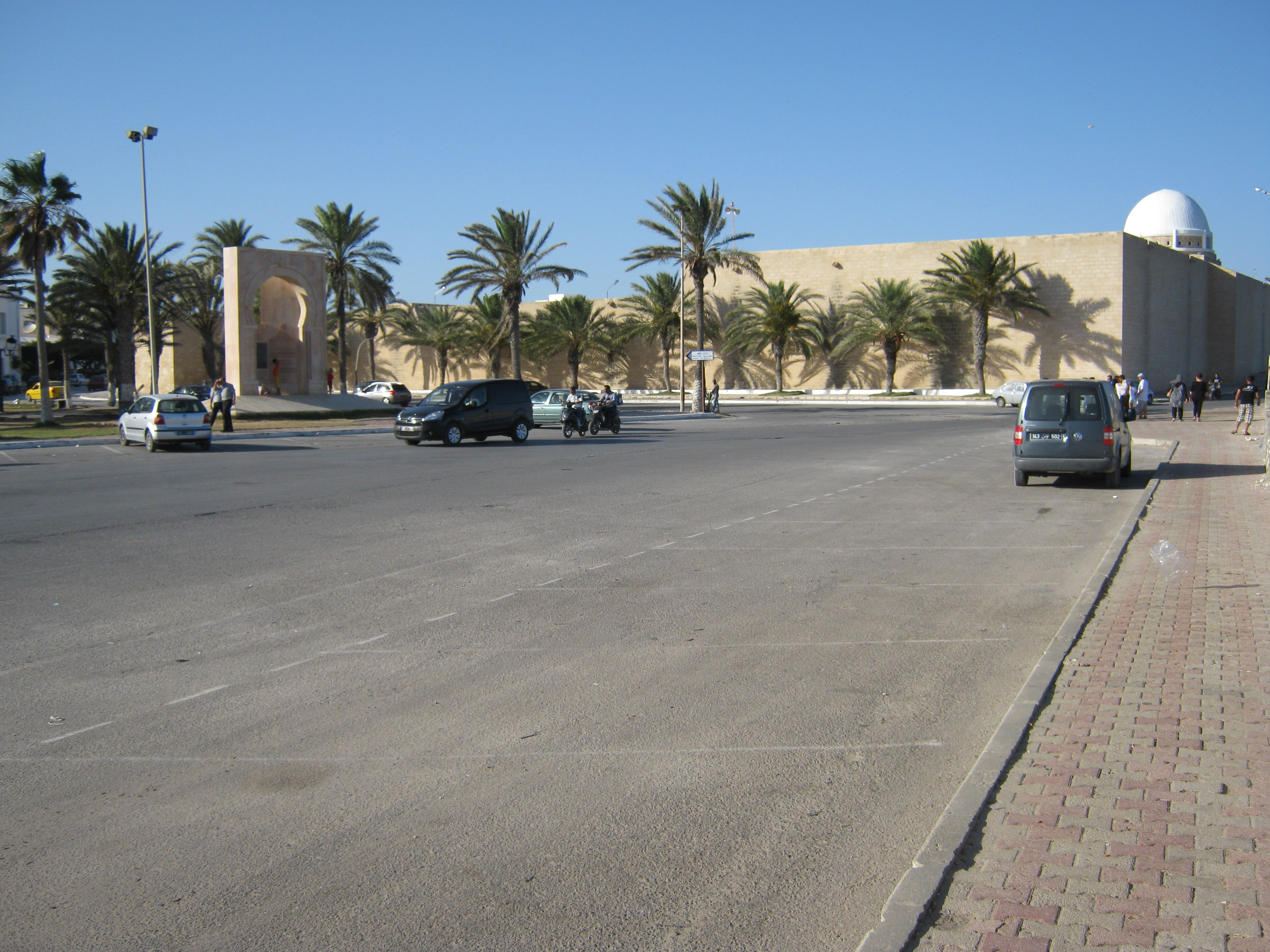
Площадь Борж-Охмани
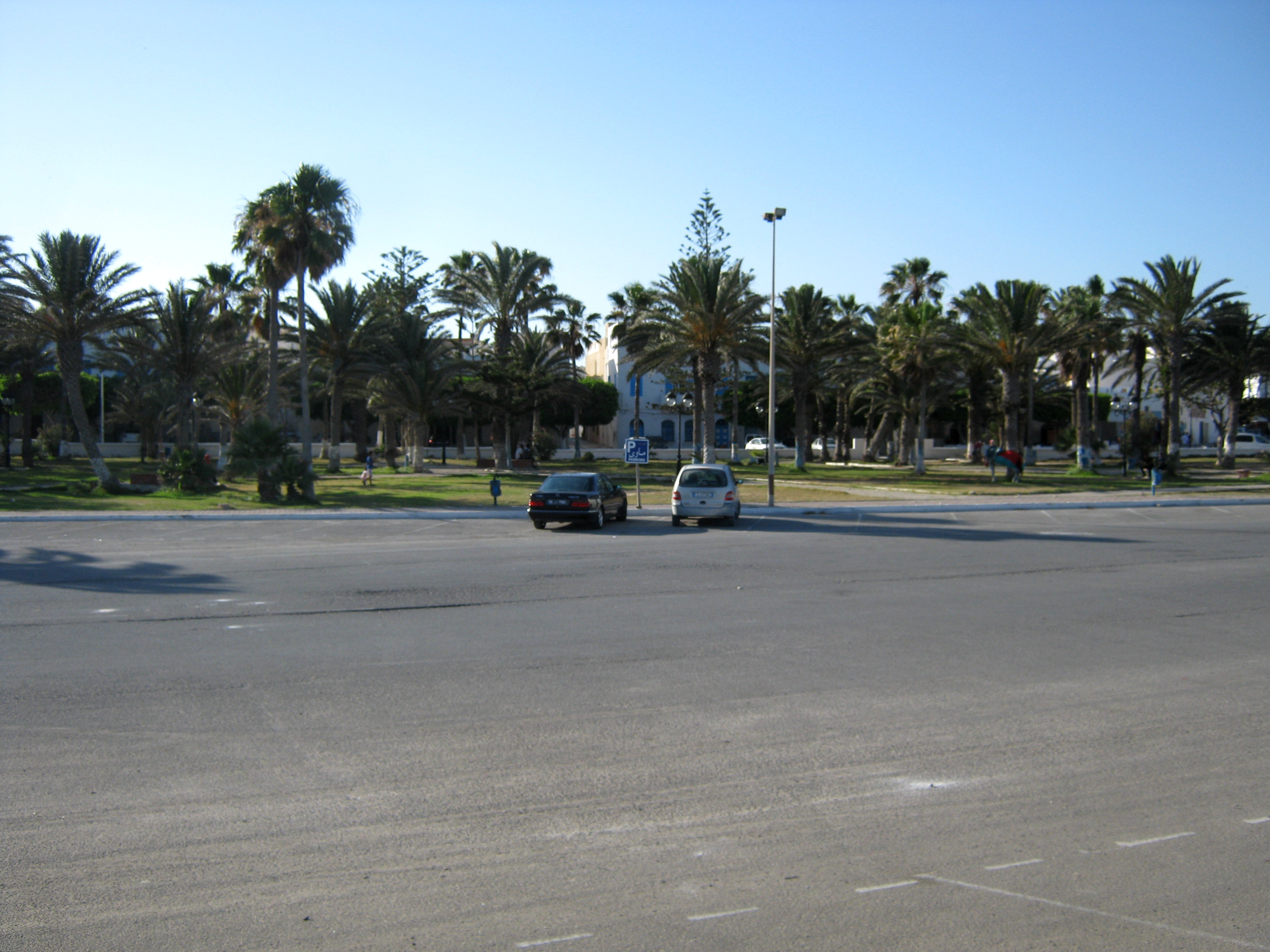
Парк Борж-Охмани
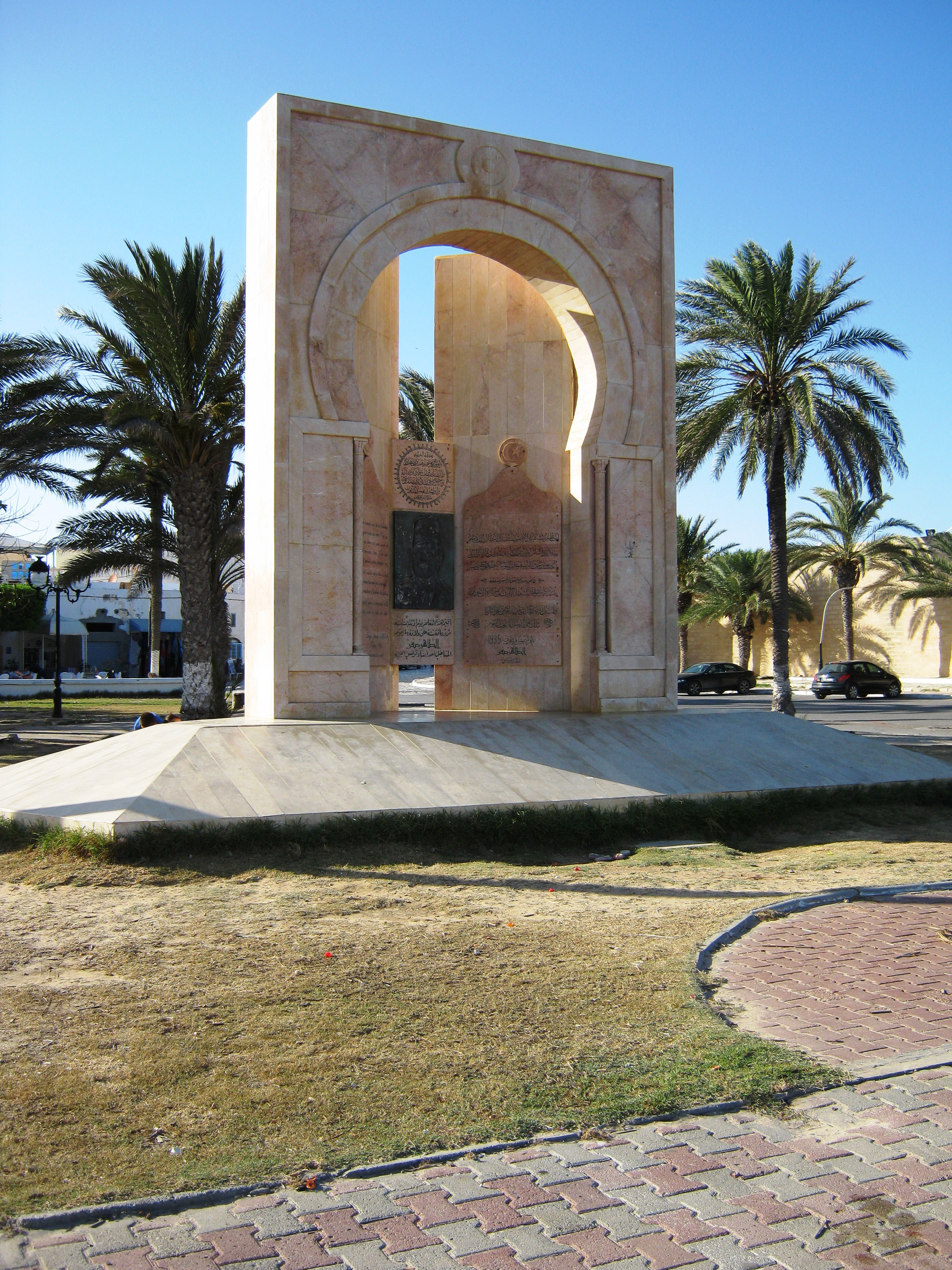
Монумент в парке Борж-Охмани
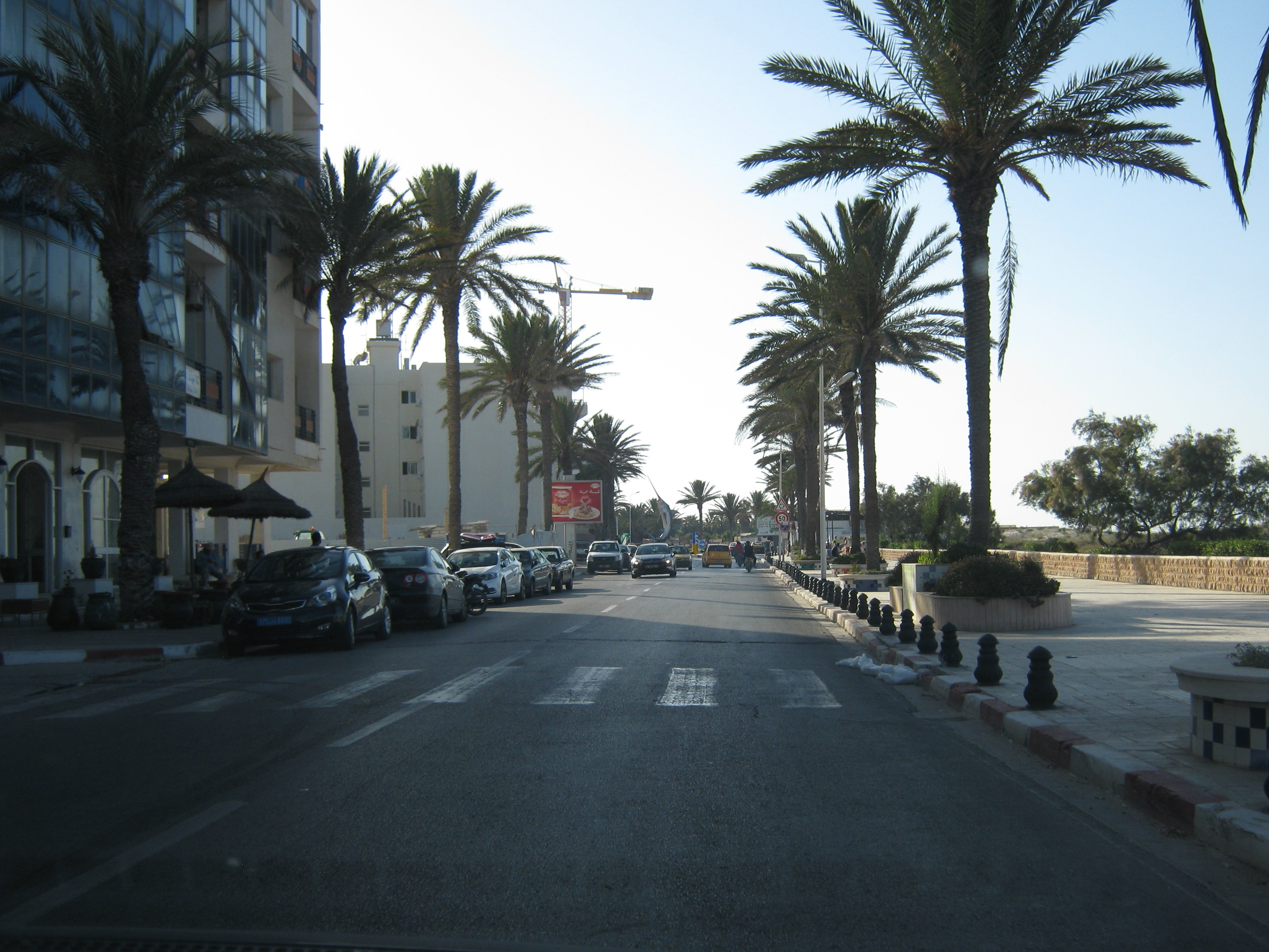
Набережная имени 14 января 2011 года
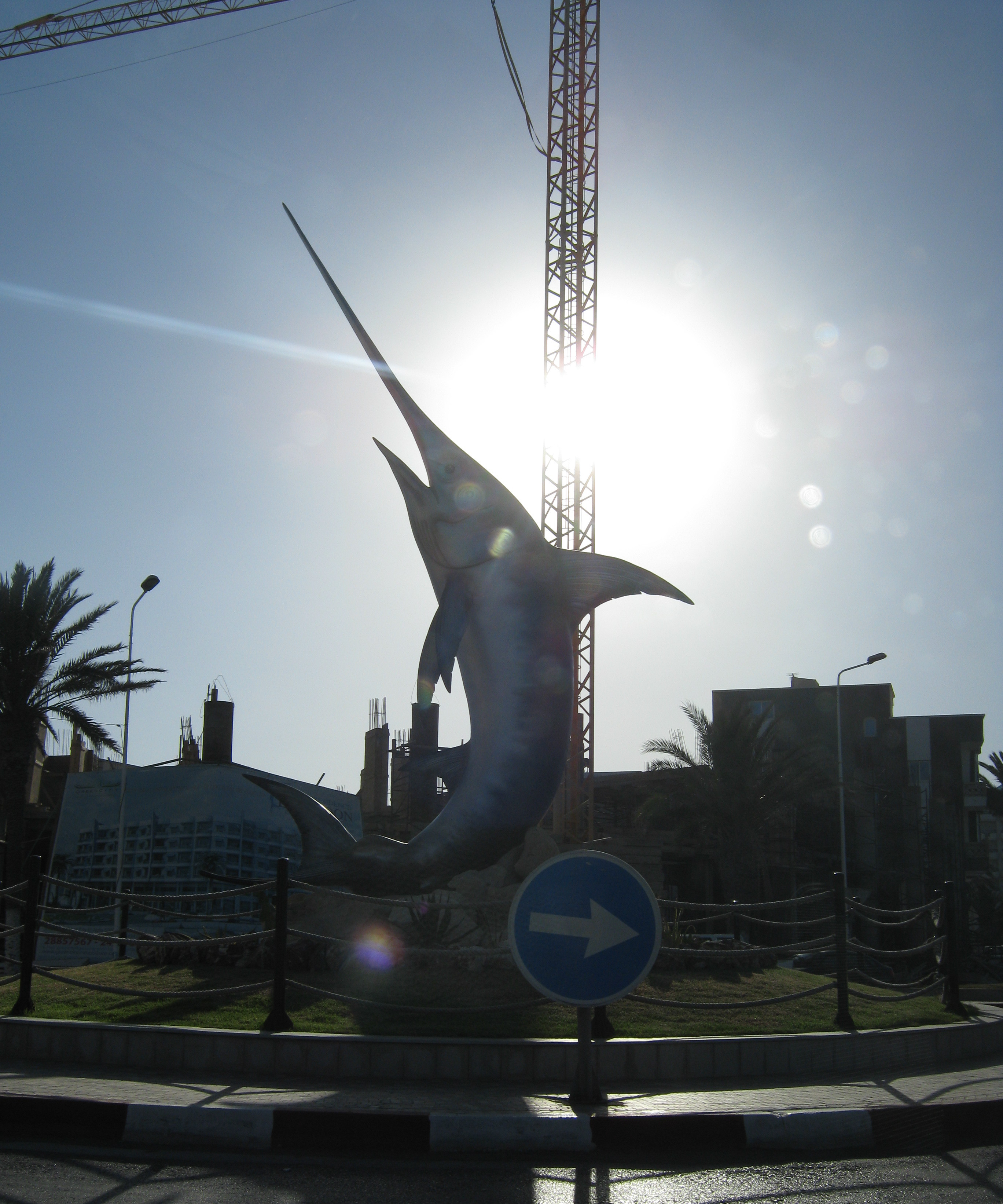
Декорация на набережной
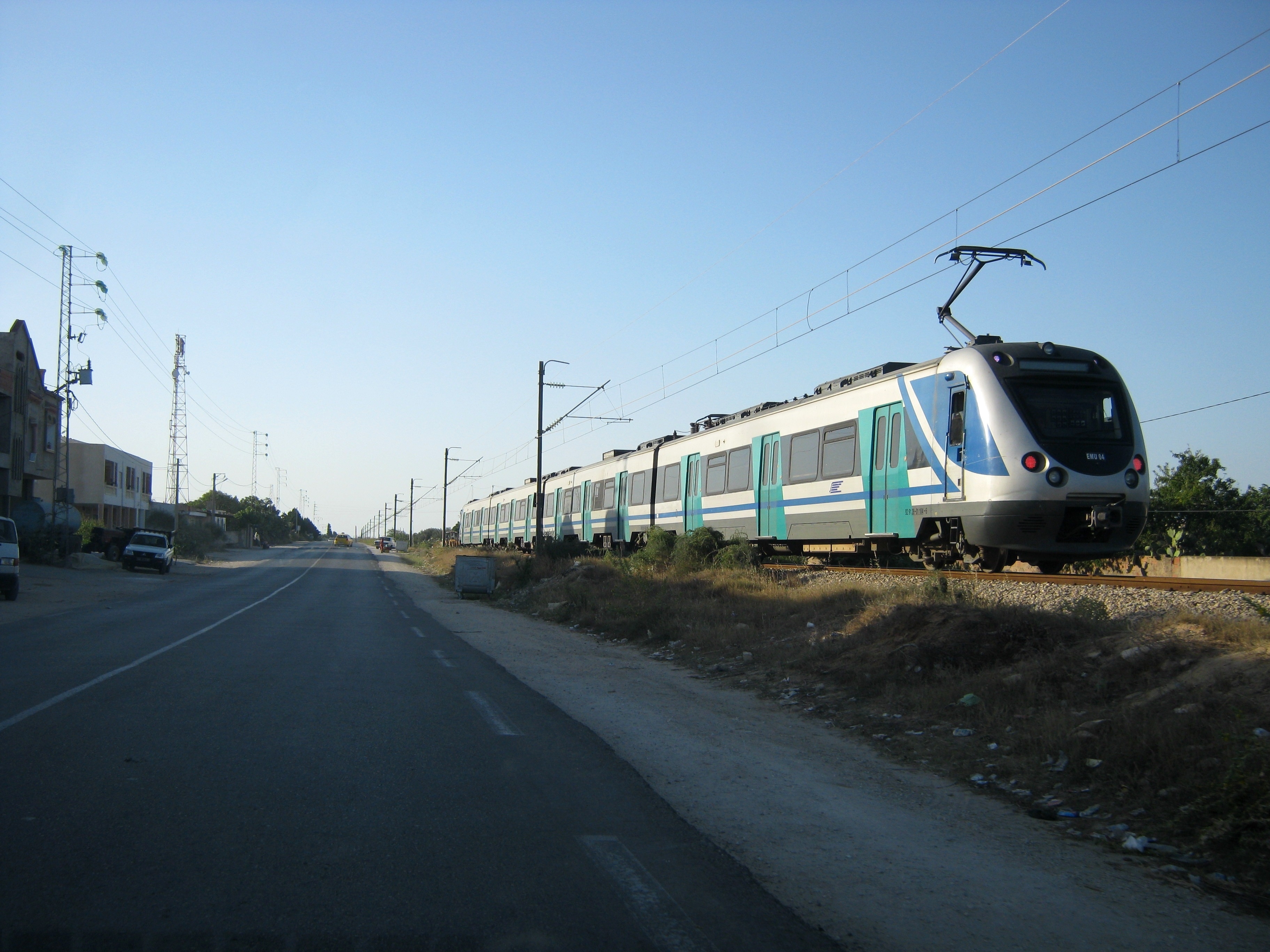
Поезд Sahel Metro неподалёку от Махдии